# 長野県諏訪清陵高等学校・附属中学校
長野県諏訪清陵高等学校・附属中学校（ながのけん すわせいりょうこうとうがっこう・ふぞくちゅうがっこう）は、長野県諏訪市清水一丁目にある県立高等学校・中学校。

## 概要
1895年（明治28年）に創立された諏訪郡立実科中学校（旧制）を前身とする。校名の「清陵」は、地名である「清水が丘」に由来する。清陵賛歌にも『清水が丘』というフレーズが入っている。
大正デモクラシーの時期に、学友会（一般で言う生徒会）が幟に記した孟子「公孫丑」の言葉「自反而縮雖千萬人吾往矣」（みづからかへりみてなをくんば　せんまんにんといへどもわれゆかむ：自分の行いを振り返ってみてそれが正しい事ならば、たとえ敵が一千万人いようとも私は自分の道を進んで行こう、という意味）が校是となっている。その他に、「自治」「質実剛健」「勤勉努力」を校風の基調とし、「四大精神」と称している。
制服や校則は存在せず（中学校には存在する）、生徒による自治を基本とする。清陵祭（文化祭）や行事、部活は学友会の元に運営される。
かつては出身中学校ごとに「地方会」という組織をつくり、そのなかで校歌指導や新入生歓迎会などの行事が行われていたが、現状にそぐわないという意見が浮上、2013年3月をもって廃止された。
2019年度に、附属中学校にChromebookが90台と各教室、特別教室へのWi-Fiが導入された。
また、2020年度には追加で160台のChromebookが導入され、全校生徒240人が一斉に利用できるようになった。そして、高等学校の全教室にもWi-Fi設備が導入された。

## 沿革
- 1887年10月 - 桑原町に前身母体である上諏訪英語会を創立。
- 1889年4月 - 更にこれを拡大して数・理・国・漢・地歴を加え、高島小学校敷地内に諏訪郡育英会を設立[9]。
- 1895年4月25日 - 諏訪郡立実科中学校として創立。この年を創立年とする。
- 1896年 - 上諏訪町清水町丘陵に新校舎起工。後の「清陵」の名はこれによる。
- 1898年 - 学友会が創設され、その発足式当日に第1回談論会開催。
- 1900年4月 - 諏訪郡立諏訪中学校と改称。補修科（修業年限1年）を設置。
- 1901年4月 - 県立に移管され長野県立諏訪中学校となる。
- 1901年 - 第1回端艇大会開催。
- 1903年 - 学友会誌が創刊され、校歌 伊藤長七作「東に高き」、中島喜久平作「ああ博浪」制定[10]。
- 1915年 - 第1回諏訪湖一周マラソン開催[9]。
- 1920年4月 - 長野県令38号により、長野県諏訪中学校に改称。
- 1948年4月 - 学制改革により、長野県諏訪清陵高等学校となる。
- 1982年 - 校舎全面改築のため調査費予算化される。以降工事が進捗。
- 1989年 - 校舎改築落成記念式典挙行。
- 2002年4月 - 文部科学省から「スーパーサイエンスハイスクール (SSH)」に指定される。
- 2005年4月 - 文部科学省から新たにスーパーサイエンスハイスクール (SSH) の指定（5年間）を受ける。
- 2010年10月7日 - 長野県教育委員会に、附属中学校の設置を要望する書類を提出。中南信地域における中高一貫校のモデル校を目指す。
- 2011年1月27日 - 県教育委員会、中高一貫校設置計画に諏訪清陵高校を選定する。
- 2014年4月 - 長野県諏訪清陵高等学校附属中学校を新しく併設し、併設型中高一貫教育を開始する[10]。
- 2024年9月 - 第44回全国高等学校クイズ選手権、28年ぶりの出場にて、ベスト4進出。

## 中高一貫校化
長野県教育委員会は2009年6月に発表した「第1期長野県高等学校再編計画」の中で、東北信と中南信の2地域に1校ずつ併設型中高一貫校を設置することを盛り込んだが、諏訪清陵高校はこれを受けて同年9月に「中高一貫教育研究委員会」を設けて中高一貫教育についての研究を進め、2010年10月7日には県教育委員会に一貫教育導入計画を具申した。翌2011年1月27日の教育委員会定例会で、中南信における中高一貫校設置計画に諏訪清陵高校が選定され、県内では屋代高校・附属中学校に次ぐ2番目の公立中高一貫校となるに至った。
併設されている中学校の名称は「長野県諏訪清陵高等学校附属中学校」で、1学年あたりの規模は2学級80人、（附属中のみだと生徒総数は240人になる。）自宅からの通学が原則で、県内全域から生徒を募集している。また、附属中学校卒業者は高校1年次より外部からの入学者と混合して学校生活を送る他、高校課程では習熟度に基づいてスタンダードコースとアドバンスドコースの2つの学習コースが設けられている。

## 校章
校章は諏訪大社の神紋に由来する「梶の葉」である。校章は多くの高等学校の校章に配される｢高｣の文字がデザインされておらず、梶の葉だけに留めている。これらは俗なる印象を避けたことと、旧制第一高等学校の校章を見本にしたからである。
また、附属中学校の制服には、校章が刺繍されている。（男女ともに冬服のみ）

## 校歌
諏訪清陵高校の校歌は、8番からなる第一校歌（作詞：伊藤長七）と10番からなる第二校歌（作詞：中島喜久平）があり、併せて18番にもなるため、フルコーラスに10分以上も要する。また、校歌の曲には長い間正式な楽譜や伴奏がなく、斉唱の際は太鼓、手拍子、足踏みに合わせて歌われてきた。附属中学校の校歌は高校と同じだが、行事の際に歌われる「清陵讃歌」（作詞：山岡羊村、作曲：酒井利夫）もある。以前は第三校歌（作詞：茅野儀太郎）もあったが、「清陵祭の歌」として戦後、甦っている。

## 特色
個人個人が日頃考えていることを大勢の前で壇上で自由に主張できる「談論会」というものが随時行われている。第一回「談論会」は1898年（明治31年）開催。また、生徒が文書を校舎に掲示することで自由に意見を発表することができ、これは「檄文」と呼ばれている。
「端艇大会」と呼ばれる全国的にも珍しいボートのクラスマッチが諏訪湖で行われている。第一回「端艇大会」は1901年（明治34年）開催。
大学のように授業ごとに教室を移動する。連絡事項はそれぞれ生徒が掲示板を見て確認する。また、各教室には時計が設置されていなかったが、2014年開校の付属中学校の教室には時計が付けられた。
スーパーサイエンスハイスクールに関連し著名な研究者や技術者を招いてサイエンスフォーラムを開催している。
『釣りバカ日誌』の登場人物が旧制諏訪中学出身という設定となった。NHK朝の連続テレビ小説『かりん』のモデルや、波多野勤子の往復書簡集『少年期』の舞台となった。映画『砕け散るところを見せてあげる』のロケ地となった。

## 最寄り駅
- 東日本旅客鉄道（JR東日本）中央本線：上諏訪駅

## 著名な学校関係者
以下の学校関係者は五十音順に並ぶ。

### 前身母体の出身者
- 伊藤長七 - 育英会2回生　教育者、東京府立第五中学校（現・東京都立小石川中等教育学校）初代校長
- 島木赤彦 - 育英会2回生　歌人

### 出身者
- 鮎沢啓夫 - 45回生　農学者、農林官僚、九州大学名誉教授
- 会津洋 - 49回生　フランス語学者、早稲田大学名誉教授
- 青木茂人 - 51回生　NHKアナウンサー
- 赤羽恒雄 - 71回生　国際政治学者、カリフォルニア州モントレー国際大学国際政策学大学院教授・東アジア研究センター所長
- 阿木翁助 - 31回生　劇作家、日本テレビ放送網常務取締役
- 秋山理敏 - 17回生　駐パナマ公使
- 朝倉一善 - 73回生　ノンフィクション作家
- 阿部治平 - 61回生　地理学者
- 鮎沢成男 - 51回生　経営学者、中央大学企業研究所所長
- 鮎沢大 - 70回生　生物学者、横浜市立大学大学院教授
- 有井行夫 - 71回生　マルクス経済学者、駒澤大学教授
- 有賀槐三 - 30回生　医学者、日本大学医学部長、駿河台日本大学病院（現・日本大学病院）長
- 有賀郁敏 - 79回生　社会学者、立命館大学副学長
- 有賀馨 - 67回生　良品計画社長
- 有賀喜左衛門 - 15回生　社会学者、東京教育大学（現・筑波大学）教授、慶應義塾大学教授、日本女子大学学長
- 有賀幸作 - 16回生　大日本帝国海軍中将、戦艦大和第六代艦長
- 有賀修二 - 80回生　ジャパンディスプレイ社長、エプソンイメージングデバイス社長、ソニーモバイルディスプレイ社長、セイコーエプソン取締役、松本山雅取締役
- 飯澤文夫 - 72回生　図書館情報学者
- 飯島重孝 - 37回生　天文学者、東京大学教授、電気通信大学教授、武蔵工業大学（現・東京都市大学）教授
- 飯島宗一 - 41回生　医学者・原爆症の権威、名古屋大学学長、広島大学学長
- 飯田茂実 - 89回生　小説家
- 飯田譲治 - 80回生　作家、映画監督
- 池田生二 - 31回生　俳優
- 池谷貴行 - 85回生　ティーサーブ創業者・社長
- 石城謙吉 - 57回生　動物生態学者、北海道大学名誉教授
- 石田晋也 - 87回生　財務・金融官僚
- 石埜三千穂 - 86回生　フリーライター
- 市川一雄 - 57回生　作家、編集者
- 一ノ瀬俊明 - 85回生　環境学者、地理学者、国立環境研究所、名古屋大学連携大学院教授、華東師範大学顧問教授
- 一瀬益夫 - 70回生　経営学者、東京経済大学副学長
- 伊東一夫 - 34回生　日本近代文学研究者、東洋大学名誉教授
- 伊藤順蔵 - 50回生　早稲田大学バスケットボール部監督、早稲田大学名誉教授
- 伊藤正三 - 82回生　NTT西日本副社長、NTTファイナンス社長
- 伊藤富雄 - 12回生　郷土史家、長野県副知事
- 伊藤優美 - 107回生　クラリネット奏者
- 伊藤洋一 - 71回生　三井住友トラスト基礎研究所主席研究員、CS-TBS番組審議委員
- 伊藤力司 - 56回生　ジャーナリスト、共同通信社論説委員長
- 伊藤礼吉 - 46回生　化学者、早稲田大学教授
- 今井梧楼 - 11回生　長野県岡谷市長
- 今井潤 - 31回生　小説家、随筆家、編集者
- 今井登志喜 - 6回生　西洋史学者、東京帝国大学（現・東京大学）文学部長・名誉教授
- 今井信雄 - 37回生　国文学者、成城短期大学学長
- 今井啓雄 - 89回生　動物学者、京都大学霊長類研究所教授、京都大学ヒト行動進化研究センター教授
- 今井光也 - 41回生　作曲家、諏訪交響楽団会長
- 今井竜五 - 74回生　長野県岡谷市長
- 岩尾秀嶺 - 46回生　理論物理学者、金沢大学名誉教授
- 岩崎信子 - 62回生　信越放送アナウンサー
- 岩崎宏 - 43回生　東洋ラジエーター（現・ティラド）社長、第一勧業銀行（現・みずほ銀行）取締役
- 岩垂弘 - 57回生　ジャーナリスト、朝日新聞社記者
- 岩波一寛 - 45回生　経済学者、中央大学経済学部長・名誉教授
- 岩波茂雄 - 1回生　岩波書店創業者、のちに日本中学へ
- 岩波守文 - 18回生　滋賀銀行頭取
- 岩波嘉重 - 6回生　日本ピラー工業（現・PILLAR）創業者
- 岩本敏男 - 74回生　NTTデータ社長、日本精工取締役、IHI監査役、大和証券グループ本社取締役、JR東日本取締役、三越伊勢丹ホールディングス取締役
- 岩本光正 - 73回生　工学者、東京工業大学（現・東京科学大学）教授
- 上原三枝 - 93回生　スピードスケート選手
- 植松七九郎 - 9回生　医学者、ハーバード大学講師、慶應義塾大学教授
- 牛山清人 - 20回生　ハリウッド創業者
- 牛山貴広 - 103回生　長野県諏訪郡原村長、競輪選手、元スピードスケート選手
- 牛山積 - 52回生　法学者、早稲田大学名誉教授、早稲田大学理事
- 牛山傳造 - 3回生　教育者、生物学者
- 牛山初男 - 28回生　国語学者
- 臼田孝 - 84回生　機械工学者、産業技術総合研究所計量標準総合センター長
- 歌田実 - 59回生　地質学者、東京大学総合研究博物館教授・名誉教授
- 内田良子 - 64回生　心理カウンセラー
- 内山森彦 - 58回生　俳優、声優
- 海野肇 - 63回生　工学者、東京工業大学名誉教授
- 遠藤耕太郎 - 88回生　日本文学研究者、共立女子大学教授
- 大久保智弘 - 69回生　時代小説作家
- 太田和彦 - 25回生　文部官僚、図書館情報学者、浪速高等学校（現・大阪大学）教授、群馬大学教授、獨協大学教授、図書館短期大学（現・筑波大学情報学群知識情報・図書館学類）学長、跡見学園女子大学教授
- 大滝精一 - 74回生　経営学者、東北大学大学院経済学研究科長・経済学部長・名誉教授、NHK経営委員、内閣府個人情報保護委員会委員、七十七銀行取締役、経済産業大臣賞
- 太田敬三 - 21回生　医学者、東京医科歯科大学医学部附属病院（現・東京科学大学病院）長、東京医科歯科大学（現・東京科学大学）学長
- 太田谷山 - 47回生　書家、教育者
- 太田龍朗 - 61回生　医学者、名古屋大学名誉教授
- 岡奈津子 - 90回生　アジア研究者、日本貿易振興機構アジア経済研究所新領域研究センターガバナンス研究グループ長
- 小川三郎 - 22回生　医師、慶應堂病院院長、青山学院大学教授
- 小川安朗 - 20回生　服飾学者、文化女子大学教授
- 小口絵理子 - 96回生　ニッポン放送アナウンサー
- 小口正七 - 37回生　化学者、東京学芸大学名誉教授、東京学芸大学附属大泉中学校（現・東京学芸大学附属国際中等教育学校）校長
- 小口高 - 48回生　地磁気・地球物理学者、東京大学名誉教授、名古屋大学太陽地球環境研究所所長
- 小口高 - 84回生　地形・地理学者、東京大学空間情報科学研究センター長・教授
- 小口孝司 - 83回生　心理学者、立教大学教授
- 小口忠彦 - 36回生　心理学者、お茶の水女子大学名誉教授
- 小口多美夫 - 77回生　物理学者、広島大学大学院教授、大阪大学産業科学研究所教授
- 小口太郎 - 16回生　科学者、歌人
- 小口禎三 - 36回生　映画プロデューサー、岩波映画製作所創業者・初代社長
- 小口久雄 - 81回生　セガサミーホールディングス取締役、セガ社長
- 小口雅史 - 78回生　歴史学者、法政大学教授
- 長田新 - 7回生　教育学者、広島文理科大学（現・広島大学）学長
- 尾澤修治 - 25回生　監査法人朝日会計社（現・有限責任あずさ監査法人）創業者・初代理事長、日本公認会計士協会会長
- 小尾郊一 - 31回生　中国文学者、広島大学文学部長・名誉教授
- 小尾乕雄 - 28回生　教育者、東京都教育委員会教育長
- 筧正典 - 34回生　映画監督
- 河西英治 - 75回生　世田谷自然食品創業者・社長
- 河西計介 - 42回生　阪神百貨店（現・エイチ・ツー・オー リテイリング）社長・会長
- 河西健司 - 71回生　俳優
- 河西良治 - 50回生　ニチメン（現・双日）副社長
- 笠原勇二 - 72回生　数学者、お茶の水女子大学教授、筑波大学大学院教授
- 片倉兼太郎 - 4回生　富国火災海上保険（現・あいおいニッセイ同和損害保険）社長、片倉製糸紡績（現・片倉工業）社長、八十二銀行頭取、貴族院議員
- 片倉三平 - 10回生　日東紡績初代社長
- 片野満 - 56回生　映画プロデューサー
- 金井清 - 4回生　長野県諏訪市長
- 金井嘉彦 - 80回生　文学者、一橋大学教授
- 金子金治郎 - 26回生　国文学者、広島大学名誉教授
- 金子忠昭 - 84回生　工学者、関西学院大学教授
- 上島明 - 24回生　住友倉庫社長・会長
- 上島武 - 57回生　社会主義経済学者
- 河角廣 - 24回生　地震学者、東京大学地震研究所所長・教授
- 川村昌平 - 61回生　養命酒製造会長
- 木川貴幸 - 88回生　ピアニスト
- 木川達爾 - 37回生　教育学者
- 私市保彦 - 52回生　フランス文学・比較文学者、武蔵大学名誉教授
- 木澤義之 - 88回生　医師、神戸大学大学院教授、筑波大学教授
- 北原文雄 - 38回生　化学者、東京理科大学工学部長
- 北原覚雄 - 24回生　農芸化学者、京都大学教授、東京大学応用微生物研究所（現・東京大学定量生命科学研究所）所長・教授
- 吉川共治 - 59回生　大蔵官僚
- 吉川晴十 - 5回生　冶金学者、東京帝国大学教授
- 木之下晃 - 58回生　写真家
- 木村岳風 - 18回生　吟詠家
- 桐山昇 - 65回生　経済史学者、中央大学名誉教授
- 功刀正行 - 69回生　環境学者、金沢大学客員教授
- 久保田文次 - 58回生　歴史学者、日本女子大学名誉教授
- 倉本實 - 63回生　NTT移動通信網（現・NTTドコモ）常務取締役、パナソニック モバイルコミュニケーションズ（現・パナソニック コネクト）副社長
- 黒木勘蔵 - 2回生　国文学者、東京高等師範学校（現・筑波大学）教授
- 黒河内義夫 - 8回生　高遠電灯社長、高遠酒造（現・仙醸）社長、初代高遠町（現・伊那市）長
- 桑沢清明 - 60回生　生物学者、東京都立大学大学院理学研究科長・名誉教授
- 小池和幸 - 72回生　物理学者、北海道大学教授
- 小池康博 - 76回生　工学者、慶應義塾大学教授
- 小岩井浄 - 教育者、弁護士
- 小海永二 - 50回生　詩人、フランス文学者、横浜国立大学名誉教授
- 小飼一至 - 67回生　国際ソムリエ協会会長
- 小坂隆雄 - 20回生　生理学者、公衆衛生学者、日本大学教授、新潟大学教授
- 小澤悦夫 - 72回生　英語学者、早稲田大学教授
- 小平権一 - 4回生　農林次官（1938年）
- 小平祐 - 42回生　旭電化工業（現・ADEKA）常務取締役、日本農薬社長
- 小平均 - 52回生　東京電子応用研究所（TEAL）社長
- 小平克 - 58回生　教育者
- 小平陽子 - 89回生 グラフィックデザイナー
- 小林和男 - 62回生　NHK解説主幹、ジャーナリスト
- 小林剛 - 66回生　富士銀行（現・みずほ銀行）常務取締役、共同債権買収機構社長、帝国繊維副社長、芙蓉オートリース監査役、全国健康保険協会初代理事長
- 小林彌六 - 52回生　経済学者、筑波大学名誉教授
- 小林利助 - 17回生　建築家、竹中工務店取締役
- 小松醇郎 - 27回生　数学者、大阪大学教授、京都大学教授、東京理科大学教授
- 小松摂郎 - 26回生　哲学者、神戸大学教授
- 小松敏郎 - 58回生　学習研究社（現・学研ホールディングス）社長
- 小松直治 - 16回生　長野県諏訪市長
- 小松雅雄 - 38回生　経済学者、早稲田大学政治経済学部長
- 小松正幸 - 63回生　地質学者、愛媛大学学長
- 小松裕 - 83回生　衆議院議員（自由民主党）、医師
- 小松和蔵 - 35回生　化学者、東京工業大学教授、東京農工大学教授
- 五味武臣 - 67回生　地理学者、金沢大学名誉教授
- 五味常明 - 71回生　医学者
- 五味敏雄 - 57回生　三省堂社長
- 五味智英 - 28回生　万葉学者、東京大学文学部長、学習院大学教授
- 五味弘文 - 79回生　お化け屋敷プロデューサー
- 五味保義 - 20回生　歌人、万葉学者、東京第三師範学校（現・東京学芸大学）教授、日本女子大学教授
- 古村啓蔵 - 15回生　大日本帝国海軍少将、戦艦武蔵第二代艦長
- 古村誠一 - 14回生　三菱金属鉱業（現・三菱マテリアル）社長、日本電子金属（現・SUMCO）社長、三菱油化（現・三菱ケミカル）取締役、大日本塗料取締役
- 古村敏章 - 18回生　市立岡谷蚕糸博物館初代館長
- 小山敏靭 - 48回生　大正生命保険（現・プルデンシャル ジブラルタ ファイナンシャル生命保険）社長
- 齊藤万比古 - 70回生　医学者
- 齋藤隆博 - 84回生　東京高等検察庁検事長
- 斎藤信男 - 62回生　工学者、慶應義塾大学環境情報学部長
- 斉藤日出治 - 67回生　経済学者
- 齋藤寛 - 58回生　医学者、長崎大学 第13代学長、長崎大学名誉教授
- 佐々木享 - 51回生　教育学者、名古屋大学名誉教授
- 佐藤一彦 - 76回生　主婦の友社編集長、リトルランド社長
- 佐藤勝久 - 64回生　タウンプロデューサー
- 佐藤圭一 - 108回生　アナウンサー
- 佐藤光夫 - 33回生、京成電鉄社長、運輸事務次官、海上保安庁長官
- 篠遠喜人 - 14回生　遺伝学者、科学史家、東京大学名誉教授、国際基督教大学学長
- 篠原昭登 - 46回生　洋画家
- 篠原菊紀 - 81回生　脳科学者、公立諏訪東京理科大学共通教育センター教授、東京理科大学総合研究機構教授（脳システム論）
- 清水訓夫 - 69回生　駐アルジェリア大使、駐ニカラグア大使、国際労働財団常務理事
- 清水多嘉示 - 17回生　彫刻家、武蔵野美術大学教授、武蔵野美術学園初代学園長
- 清水正男 - 33回生　教育学者、信州大学名誉教授
- 清水睦 - 49回生　憲法学者、中央大学法学部長・名誉教授
- 白川浩司 - 64回生　編集者、文藝春秋常務取締役
- 進藤武左ヱ門 - 18回生　水資源開発公団（現・水資源機構）総裁、日本発送電副総裁、電源開発副総裁、中国電力初代会長
- 諏訪彰 - 38回生　火山学者
- 諏訪淳 - 55回生　映画監督、岩波映画製作所社長、岩波映像販売社長、岩波映像会長
- 関俊一郎 - 89回生　ファンゴー創業者・社長、ミックスアンドブレンド代表社員
- 瀬木潔 - 62回生　ジャーナリスト、信濃毎日新聞社専務取締役、長野放送副社長
- 紿田英哉 - 60回生　丸紅専務取締役、丸紅英国会社（現・丸紅欧州会社）社長、丸紅経済研究所会長、国際教養大学特任教授・理事
- 高尾利数 - 49回生　宗教学者、法政大学名誉教授
- 高木俊輔 - 61回生　日本史学者、信州大学教授、国文学研究資料館名誉教授
- 高木久雄 - 43回生　ドイツ文学者、京都大学名誉教授、京都外国語大学学長
- 高橋健治 - 56回生　生化学者、京都大学教授、東京大学名誉教授
- 高橋庸弥 - 21回生　官僚、鳥取県知事
- 高橋貞一郎 - 17回生　画家
- 高橋文利 - 59回生　長野県諏訪郡下諏訪町長、朝日新聞社論説副主幹、立命館大学教授
- 高橋靖夫 - 59回生　洋画家、女子美術大学名誉教授
- 武井一巳 - 77回生　ジャーナリスト、評論家
- 武居三吉 - 15回生　農芸化学者、京都大学化学研究所所長・教授、京都教育大学学長
- 武井武雄 - 14回生　童画家
- 武居丈二 - 77回生　福岡県副知事、総務省自治大学校長、全国町村会事務総長
- 武居俊樹 - 63回生　小学館編集長
- 武居智久 - 78回生　海上幕僚長
- 武居保男 - 80回生　長野県上伊那郡辰野町長
- 竹内章 - 72回生　地質学者、富山大学名誉教授
- 竹内邦光 - 59回生　作曲家、信州大学教授、昭和音楽大学教授
- 竹村文彦 - 80回生　スペイン文学者、東京大学大学院教授
- 立石友男 - 55回生　地理学者、日本大学名誉教授
- 立川義明 - 37回生　彫刻家
- 田中虔一 - 59回生　化学者、東京大学物性研究所教授・名誉教授
- 谷新 - 69回生　美術評論家
- 茅野蕭々 - 3回生　ドイツ文学者、第三高等学校（現・京都大学）教授、慶應義塾大学教授、日本女子大学教授、妻は茅野雅子
- 茅野春雄 - 47回生　昆虫学者、北海道大学低温科学研究所教授
- 茅野充男 - 58回生　農学者、東京大学名誉教授
- 千野光茂 - 7回生　遺伝学者、京都帝国大学（現・京都大学）助教授、本校第13代校長（諏訪清陵高校初代校長）
- 茅野實 - 52回生　八十二銀行頭取
- 塚原葦穂 - 7回生　教育者、長野県諏訪市長
- 土田耕平 - 15回生　歌人
- 土橋健夫 - 57回生　日清製粉専務取締役、日清エンジニアリング社長
- 土橋光廣 - 52回生　セイコーエプソン専務取締役、エプソンヨーロッパ社長、エプソン販売社長
- 戸沢充則 - 51回生　考古学者、明治大学学長
- 鳥羽研二 - 73回生　医学者、杏林大学主任教授、国立長寿医療研究センター理事長、東京都健康長寿医療センター理事長
- 内藤昌 - 51回生　建築史家、東京工業大学教授、名古屋工業大学名誉教授
- 長井俊彦[23] - 88回生　農林水産官僚、畜産局長（第4代）、農林水産大臣官房長（第29代）、農村振興局長（第15代）
- 中川紀元 - 13回生　画家、帝国美術学校（現・武蔵野美術大学）教授、多摩美術大学教授
- 長坂端午 - 26回生　教育学者、文部官僚、東京教育大学教育学部長・名誉教授、東京教育大学附属中学校・高等学校（現・筑波大学附属中学校・高等学校）校長
- 中澤佑 - 14回生　大日本帝国海軍中将
- 中島喜久平 - 4回生　文筆家
- 永田稠 - 2回生　移民事業家
- 長田敏行 - 66回生　植物学者、東京大学名誉教授、法政大学名誉教授
- 中野元裕 - 84回生　化学者、大阪大学大学院教授
- 中畑龍俊 - 67回生　医学者、東京大学医科学研究所教授、京都大学iPS細胞研究所副所長・教授
- 中村勝一 - 60回生　三菱石油（現・ENEOS）副社長、新日本石油精製（現・ENEOS）監査役
- 中村吉治 - 24回生　歴史学者、東北大学名誉教授、農民史・社会史
- 中村梧郎 - 62回生　写真家
- 中村平治 - 50回生　インド史学者、東京外国語大学名誉教授、専修大学教授
- 中村平八 - 57回生　社会主義経済学者、神奈川大学経済学部長・経済貿易研究所所長
- 中村正彦 - 68回生　東京都教育委員会教育長
- 中山典村 - 47回生　テレビ山梨社長
- 名取小一 - 49回生　なとり社長
- 名取重治 - 73回生　長野県諏訪郡富士見町長
- 名取将 - 61回生　NHKアナウンサー、声優
- 名取堯 - 10回生　思想史学者、芸術学者、武蔵野美術学校（現・武蔵野美術大学）校長
- 名取武光 - 25回生　考古学者、北海道大学助教授
- 南保勝美 - 78回生　法学者、明治大学法学部長
- 新名智 - 114回生　小説家
- 仁木稔 - 94回生　SF作家
- 西川俊夫 - 84回生　化学者、名古屋大学大学院教授
- 西沢一俊 - 30回生　化学者、東京教育大学名誉教授
- 新田次郎 - 31回生　直木賞作家
- 二村一夫 - 52回生　歴史学者、法政大学大原社会問題研究所所長・名誉教授
- 野明敏治 - 2回生　教育学者
- 野口博一 - 113回生　フィギュアスケート選手
- 野澤和行 - 85回生　国土交通省近畿運輸局長、国土交通政策研究所総括主任研究官
- 野澤清志 - 41回生　東京電力常務取締役、日本原燃初代社長
- 野澤隆一 - 21回生　信越放送社長、共同テレビジョンニュース社（現・共同テレビジョン）社長、文化放送専務取締役、フジテレビ取締役
- 波多野里望 - 50回生　国際法学者、学習院大学名誉教授
- 服部一郎 - 50回生　セイコー電子工業（現・セイコーインスツル）社長、セイコーエプソン初代社長
- 花岡清二 - 69回生　セイコーエプソン社長、中部経済連合会副会長
- 花岡哲象 - 72回生　日本画家
- 花岡正浩 - 76回生　神戸製鋼所常務執行役員、神鋼ケアライフ（現・スミリンケアライフ）社長、神鋼不動産（現・TC神鋼不動産）社長、TC神鋼不動産会長
- 花岡彌六 - 23回生　電気化学工業（現・デンカ）社長
- 浜栄助 - 44回生　教育者
- 濱健夫 - 74回生　環境学者、筑波大学名誉教授、筑波大学生命環境学群生物学類長
- 浜武秀 - 62回生　日東製粉（現・日東富士製粉）社長
- 濱徳太郎 - 20回生　美学者、作曲家、武蔵野美術大学教授、日本大学教授、昭和女子大学教授
- 林五一 - 11回生　林農園創業者
- 林功三 - 47回生　ドイツ文学者、京都大学名誉教授
- 林壮司 - 50回生　信越放送社長
- 林太郎 - 23回生　東都銀行（現・三井住友銀行）頭取、大正海上火災保険（現・三井住友海上火災保険）会長
- 林利隆 - 61回生　ジャーナリスト、関西大学教授、早稲田大学教授
- 林尚孝 - 52回生　農学者、茨城大学農学部長、茨城大学大学院農学研究科長、茨城大学名誉教授、東京農工大学大学院教授
- 林直嗣 - 71回生　経済学者、法政大学教授
- 林久喜 - 79回生　農学者、筑波大学教授
- 林百郎 - 31回生　衆議院議員（日本共産党）、弁護士
- 林正高 - 57回生　医師
- 林将英 - 16回生　長野県岡谷市長
- 原圭二 - 14回生　ノンフィクション作家
- 原大 - 73回生　三菱東京UFJ銀行（現・三菱UFJ銀行）副頭取、双日会長
- 原輝美 - 4回生　洋画家
- 原不二夫 - 65回生　東洋史学者、南山大学教授
- 原田明 - 83回生　分析化学者、九州大学大学院教授、九州大学副学長・総長補佐
- 原山智 - 74回生　地質学者、信州大学名誉教授
- 春山明哲 - 68回生　台湾学者、早稲田大学地域・地域間研究機構台湾研究所客員上級研究員
- 伴俊男 - 20回生　医学者、順天堂大学教授
- 伴野豊 - 79回生　農学者、九州大学大学院教授
- 平出昌嗣 - 76回生　英文学者、千葉大学名誉教授
- 平沢豊満 - 63回生　ローカル・マニフェスト推進首長連盟町村長代表、長野県上伊那郡箕輪町長、セイコーエプソン専務取締役
- 平林千春 - 69回生　プランナー
- 平林正司 - 69回生　歴史学者、慶應義塾大学教授
- 藤枝省人 - 51回生　経営学者、慶應義塾大学大学院経営管理研究科教授
- 藤森栄一 - 30回生　考古学者
- 藤森克彦 - 87回生　社会福祉学者、みずほリサーチ&テクノロジーズ主席研究員
- 藤森清一朗 - 8回生　諏訪市長
- 藤森成吉 - 11回生　小説家、劇作家
- 藤森鉄雄 - 38回生　第一勧業銀行（現・みずほフィナンシャルグループ）会長、東京商工会議所副会頭、東京メトロポリタンテレビジョン初代社長
- 藤森照信 - 68回生　建築家、東京大学名誉教授
- 藤森朋夫 - 18回生　歌人、国文学者、日本大学教授、東京女子大学教授
- 藤森汎 - 62回生　彫刻家
- 藤森三男 - 56回生　経営学者、慶應義塾大学名誉教授
- 藤森康男 - 27回生　大日本帝国海軍中佐
- 藤森良蔵 - 3回生　教育者
- 藤原咲平 - 4回生　気象学者、中央気象台（現・気象庁）長、東京帝国大学教授
- 降幡賢一 - 67回生　朝日新聞社記者
- 古畑正秋 - 31回生　天文学者、東京大学東京天文台長
- 宝月欣二 - 32回生　生態学者、東京都立大学名誉教授
- 穂苅實 - 41回生　興亜火災海上保険（現・損害保険ジャパン）社長
- 細川宗英 - 49回生　彫刻家、東京藝術大学教授
- 細田貴助 - 37回生　郷土史研究家、神長官守矢史料館初代館長
- 堀内敏宏 - 59回生　NHK解説主幹、ジャーナリスト
- 堀内正樹 - 73回生　社会人類学者、成蹊大学教授
- 増澤譲太郎 - 41回生　気象庁長官
- 増澤敏行 - 69回生　環境学者、名古屋大学大学院教授
- 松井芒人 - 14回生　歌人
- 松澤宥 - 40回生　現代美術家
- 丸茂作太郎 - 23回生　長野県茅野市長
- 丸茂藤平 - 2回生　官僚、岩手県知事、岐阜市長、豊橋市長、大連市長
- 丸茂隆三 - 40回生　生物学者、東京大学海洋研究所（現・東京大学大気海洋研究所）所長・名誉教授
- 三浦久 - 67回生　フォークシンガー
- 御子柴宣夫 - 49回生　物理学者、東北大学電気通信研究所教授
- 三沢陽一 - 102回生　小説家
- 水品善之 - 93回生　食品科学研究者、信州大学教授
- 三井為友 - 30回生　教育学者、東京都立大学名誉教授
- 翠川修 - 44回生　医学者、京都大学名誉教授
- 三村二 - 29回生　歯学者、東京医科歯科大学歯学部長、新潟大学教授
- 宮坂伊兵衛 - 13回生　宮坂醸造初代社長、初代諏訪市長
- 宮坂勝之 - 66回生　医学者、聖路加国際大学名誉教授、聖路加国際病院周術期センター長、長野県立こども病院院長
- 宮坂健次郎 - 長野県岡谷市長、諏訪信用金庫理事長
- 宮坂広作 - 50回生　教育学者、東京大学名誉教授
- 宮坂作衛 - 7回生　貴族院多額納税者議員
- 宮坂覺 - 66回生　近代文学者、フェリス女学院大学学長
- 宮坂真也 - 61回生　旭化成副社長、日本環境安全事業（現・中間貯蔵・環境安全事業）初代社長
- 宮坂武男 - 51回生　教育者
- 宮坂貞 - 52回生　薬学者、昭和大学名誉教授
- 宮坂尚幸 - 85回生　医学者、東京医科歯科大学大学院教授、東京科学大学大学院教授
- 宮坂英弌 - 6回生　考古学者
- 宮坂昌利 - 83回生　東京高等裁判所判事、大阪高等裁判所部総括判事
- 宮坂元裕 - 62回生　教育学者、横浜国立大学名誉教授、東京学芸大学大学院教授
- 宮坂宥勝 - 40回生　仏教学者、名古屋大学名誉教授
- 宮坂義彦 - 50回生　教育学者、三重大学教授
- 宮澤政文 - 60回生　航空宇宙工学者、宇宙開発事業団筑波宇宙センター所長、静岡大学教授
- 三輪知雄 - 18回生　植物学者、東京教育大学学長、筑波大学初代学長
- 武川忠一 - 38回生　歌人、早稲田大学教授
- 村上あかね - 95回生　社会学者、東京大学社会科学研究所准教授、桃山学院大学教授
- 森山汀川 - 2回生　歌人
- 両角業作 - 8回生　陸軍中将、両角良彦通産次官の父
- 両角晃一 - 77回生　東日本放送社長、テレビ朝日ホールディングス取締役、テレビ朝日常務取締役
- 両角守一 - 17回生　銀行家、考古学者
- 両角寛文 - 78回生　KDDI副社長・副会長
- 両角政人 - 5回生　報知新聞社記者、読売新聞社記者、日刊スポーツ編集局長、スケート指導者
- 矢崎和広 - 68回生　長野県茅野市長
- 矢崎公二 - 81回生　衆議院議員（民主党）、毎日新聞社記者
- 矢﨑新二 - 50回生　防衛事務次官、大蔵官僚、監査法人トーマツ顧問
- 矢崎虎夫 - 24回生　彫刻家
- 矢崎秀一 - 60回生　東京高等裁判所部総括判事
- 矢崎博信 - 34回生　画家
- 矢沢大二 - 32回生　地理学者、東京都立大学名誉教授
- 矢嶋聰 - 58回生　医学者、東北大学名誉教授
- 矢島学 - 93回生　日本テレビアナウンサー
- 矢島八洲夫 - 19回生　ジャーナリスト、朝日新聞社常務取締役、こどもの国初代園長
- 矢島羊吉 - 25回生　倫理学者、東北大学名誉教授
- 安川昌昭 - 81回生　アノト・マクセル社長、レックスマーク インターナショナル社長
- 柳澤嘉一郎 - 50回生　生命科学者、筑波大学名誉教授
- 柳澤寿男 - 93回生　コソボフィルハーモニー交響楽団常任指揮者
- 柳平千代一 - 75回生　長野県茅野市長、長野県議会議員
- 山岡喜久男 - 34回生　経済学者、千葉大学教授、早稲田大学教育学部長、早稲田大学系属早稲田実業学校長
- 山岡武 - 12回生　日本製鐵（現・日本製鉄）常務取締役、日本鉄鋼協会会長
- 八巻和彦 - 69回生　哲学者、早稲田大学名誉教授、早稲田中学校・高等学校長
- 山口豊 - 50回生　医学者、千葉大学名誉教授
- 山崎元一 - 57回生　歴史学者、國學院大學名誉教授
- 山崎健二 - 82回生　医学者、医師、ピッツバーグ大学准教授、東京女子医科大学主任教授、早稲田大学客員教授、旭川医科大学客員教授
- 山田晶 - 40回生　哲学研究者、京都大学文学部長・名誉教授、南山大学教授
- 山田国広 - 25回生　政治運動家
- 山田孝太郎 - 101回生　漫画家
- 山田坂仁 - 27回生　哲学者、明治大学教授
- 山田卓三 - 55回生　植物学者、兵庫教育大学名誉教授
- 山田秀雄 - 66回生　オリンパス副社長
- 山田侑平 - 60回生　ジャーナリスト、共同通信社記者、翻訳家
- 山田譲 - 43回生　参議院議員（日本社会党）、労働官僚
- 山田六一 - 35回生　三協精機製作所（現・ニデックインスツルメンツ）創業者・社長
- 山中謙二 - 12回生　西洋史学者、東京大学名誉教授
- 八幡一郎 - 22回生　考古学者、東京教育大学教授、上智大学教授
- 横川端 - 51回生　すかいらーく創業者、東京交響楽団会長
- 横川紀夫 - 61回生　すかいらーく創業者、ヴィア・ホールディングス社長
- 吉川仁 - 69回生　都市計画技術士
- 吉沢英樹 - 74回生　物理学者、東京大学物性研究所教授
- 米倉巌 - 52回生　詩人、日本大学名誉教授
- 和氣純子 - 85回生　社会福祉学者、東京都立大学大学院教授
- 渡部清 - 56回生　書家、横浜国立大学教授
- 渡辺由美子 - 86回生　厚生労働官僚、初代こども家庭庁長官

### 教職員経験者
- 足立鍬太郎 - 郷土史家、本校第3代校長、長野県飯山中学校（現・長野県飯山高等学校）初代校長、静岡県賀茂郡立豆陽学校（現・静岡県立下田高等学校）校長、島田高等女学校（現・静岡県立島田高等学校）校長
- 岩垂今朝吉 - 教育者、本校の前身母体諏訪郡育英会創設者、諏訪高等女学校（現・長野県諏訪二葉高等学校）初代校長
- 小松武平 - 教育者、本校第5代校長、長野県上田中学校（現・長野県上田高等学校）校長、長野県松本第二中学校（現・長野県松本県ヶ丘高等学校）初代校長
- 飛田廣 - 植物学者
- 西岡瑞穂 - 洋画家
- 蓮田善明 - 国文学者
- 三沢勝衛 - 地理学者
- 山田禎三郎 - 実業家、衆議院議員